# اکریسون ایماکولیپنه
اکریسون ایماکولیپنه یک گونه سوسک از خانوادهٔ سوسک‌های شاخک‌دراز و از زیرخانوادهٔ شاخک‌درازیان است. گونل در سال ۱۹۰۹ این گونه را توصیف و بررسی کرده‌است. این گونه در کشورهای برزیل، کلمبیا، بولیوی، گویان فرانسه و اکوادور یافت شده‌است.